# Ока (телерадиокомпания)
Госуда́рственная телевизио́нная и радиовеща́тельная компа́ния «Ока́» — филиал ФГУП «Всероссийская государственная телевизионная и радиовещательная компания» в Рязанской области.

## История
Создан в 1937 году как Комитет радиоинформации и радиовещания при Исполнительном комитете Рязанского областного совета депутатов трудящихся (Рязанский радиокомитет). Современное название получила в 1992 году, первая телепередача которого вышла в эфир 1 июля 1987 года (ретрансляция 1-й программы Центрального телевидения велась с 6 ноября 1956 года, ретрансляция 4-й (будущей 2-й) - в 1968 году), и является старейшим и крупнейшим телеканалом и радиостанцией. Телевизионное вещание на канале «Россия» охватывает почти 100% населения области. ГТРК «Ока» является единственной телерадиокомпанией, которая может донести телесигнал в самые отдаленные уголки области.
В 1989 году на 9 частоте начинает вещание "Рязанский рекламно-развлекательный канал", ставший в 1992 году частью ГТРК Ока. Канал показывал новинки видеосалонов, клипы, интересные новостные сюжеты из Рязани, Тамбова и Липецка, а также давал интервью известным личностям. Вещал также в Липецк и Тамбове, из-за отсутствия подобных каналов в данных регионах и большой популярности. Канал был неразрывно связан с ведущим Валерием Майоровым, считающим основоположником современного рязанского телевидения. Канал вещал по субботам с 8:30 до 23:00. В дальнейшем транслировался с понедельника по пятницу с 19:00 до 23:00. Прекратил существование в середине 00-х.
Государственная телерадиокомпания «Ока» вещает на телеканалах «Россия-1» и «Россия-24».
Рязанское радио транслирует свои передачи по проводам и на частотах FM-1 и FM-2 совместно с радиостанцией «Радио России» на всю область.

### Даты ГТРК Ока
1 июля 2012 года Государственная телерадиокомпания «Ока» отметила 25-летний юбилей.
В 2016 году телерадиокомпания отмечает юбилей, 85 лет рязанскому областному радио.

## Структура ГТРК «Ока»
- «Россия-1 Рязань»
- «Россия-24 Рязань»
- «Радио России Рязань»
- «Радио Маяк Рязань»
- «Вести FM Рязань»

### Рязанское областное радио (Радио России — Рязань)
Основано Рязанское областное радио в период 1930-1931 годов.
Рязанское радио транслирует свои передачи по проводам и на большей части Рязанской области вещает на частоте — 103,5 МГц FM. И это тоже является его особенностью, поскольку такого охвата радиослушателей нет ни у одной телерадиокомпании в регионе.
Время выхода на Радио России: будние дни — с 07:10 до 8:00, с 13:10 до 14:00 и с 18:10 до 19:00, в выходные — с 11:10 до 12:00.
На большей части Рязанской области областное радио вещает на частоте — 103,5 МГц.
Рязань и Рязанский район – 99,7 МГц ;
Скопинский район – 106,9 МГц ;
Ряжский район – 105,2 МГц ;
Кадомский район – 106,5 МГц ;
Ермишинский район – 100,9 МГц ;
Михайловский район - 104,7 МГц ;
Касимовский район - 103,7 МГц ;
Пронский район - 101,7 МГц ;
Милославский район - 101,8 МГц ;
Сасовский район - 101,2 МГц ;
Клепиковский район - 103,8 МГц ;
Сараевский район - 104,7 МГц ;
Шацкий Район - 106,3 МГц ;
В планах расширить вещание на радиостанции «Вести ФМ» 97,7 МГц и «Маяк» 99.1 МГц .

## Программы
- Вести-Рязань (Россия-1 и Россия-24)
- Вести-Рязань. Бизнес (Россия-1 и Россия-24)
- Вести-Рязань. Погода (Россия-1 и Россия-24)
- Местное время. Воскресенье (Россия-1)
- Мобильный репортёр. Рязань (Россия-1 и Россия-24)
- Идеальный проект (Россия-1 и Россия-24)
- Бизнес вектор. Регион (Россия-1 и Россия-24)
- Культурная среда (Россия-1 и Россия-24)
- Отдыхай (Россия-1 и Россия-24)
- Что посмотреть (Россия-1 и Россия-24)
- Выбираем профессию (Россия-1 и Россия-24)
- Здравый смысл (Россия-1 и Россия-24)
- В поисках сокровищ (Россия-1 и Россия-24)
- Утро-Вести. Рязань (Россия-1)
- Местное время. Суббота (Россия-1)

### Вести-Рязань
Программа выходит ежедневно на телеканале Россия-1. По будням утром в блоках Утро. Вести с 05:00 до 09:00, днём и вечером после федерального выпуска программы Вести выходят выпуски новостей, подготовленные сотрудниками службы информационных программ. По субботам и воскресеньям после федерального выпуска программы Вести утром и днём. В воскресенье также выходит в эфир информационная программа «Местное время. Воскресенье».